# Aulagromyza tridentata
Aulagromyza tridentata ist eine Minierfliege aus der Unterfamilie Phytomyzinae. Die Art wurde 1858 von dem deutschen Insektenforscher Hermann Loew als Phytomyza tridentata erstbeschrieben. Das lateinische Art-Epitheton tridentata bedeutet „dreizähnig“.

## Merkmale
Die Fliegen erreichen eine Körperlänge von etwa 2 mm. Sie sind überwiegend zitronengelb gefärbt. Die Setae (Borsten) sind gewöhnlich hellgelb bis braun gefärbt. Die Setae der Weibchen auf dem Notum können auch schwarz sein. Vom Vorderrand es Scutums verläuft ein brauner Mittelstreifen sowie seitlich jeweils ein weiterer brauner Streifen nach hinten. Auf dem Hinterkopf befindet sich ein weiterer kleiner brauner Fleck. Die Flügellänge beträgt bei den Männchen 1,6 mm, bei den Weibchen 2,2 mm. Die Flügeladern sind hellgelb. Die Ader dm-m fehlt.

## Verbreitung
In Europa ist Aulagromyza tridentata in Großbritannien, in Skandinavien sowie in West-, Mittel- und Osteuropa vertreten. Im Osten reicht das Vorkommen bis nach Kirgistan in Zentralasien. In den Vereinigten Staaten gibt es offenbar einzelne Nachweise der Art, u. a. aus dem Bundesstaat Colorado.

## Lebensweise
Die Larven entwickeln sich als Minierer in den Blättern von Weiden (Salix). Als Wirtsarten werden genannt: Silberweide (Salix alba), Ohr-Weide (Salix aurita), Salweide (Salix caprea), Asch-Weide (Salix cinerea), Bruch-Weide (Salix fragilis), Schwarz-Weide (Salix myrsinifolia), Lorbeer-Weide (Salix pentandra), Purpur-Weide (Salix purpurea), Mandel-Weide (Salix triandra) und Korb-Weide (Salix viminalis). Die Larven bilden gelbliche Fleckminen, fast immer auf der Blattunterseite ihrer Wirtspflanzen. Diese sehen den noch nicht voll ausgebildeten Minen von Miniermotten der Gattung Phyllonorycter sehr ähnlich. Die Larven verlassen üblicherweise die Mine, um sich außerhalb zu verpuppen. Dabei hinterlassen sie eine charakteristische halbkreisförmige Öffnung. Die Larven findet man gewöhnlich in der Zeit von Juni bis November. Die Minierfliegen werden gewöhnlich von August bis Oktober beobachtet.

## Natürliche Feinde
Die Larven werden häufig Opfer von parasitierenden Erzwespen oder Brackwespen. Als Parasitoide werden genannt: Pediobius metallicus und Diglyphus minoeus aus der Familie der Eulophidae, Schimitschekia populi aus der Familie der Pteromalidae sowie die beiden Brackwespen-Arten Chorebus albipes und Chorebus alecto aus der Unterfamilie Alysiinae.

## Galerie

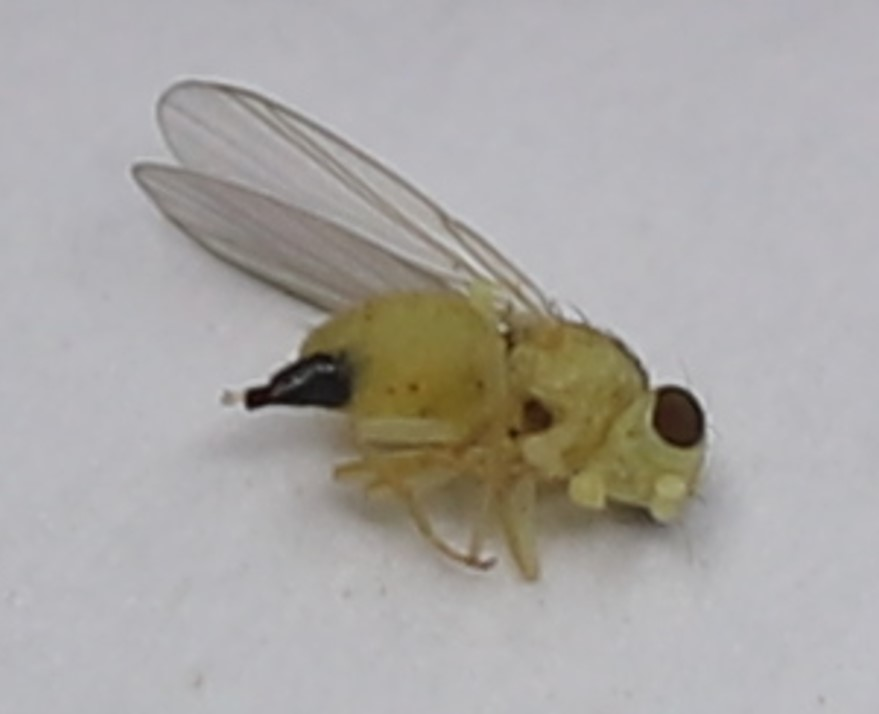
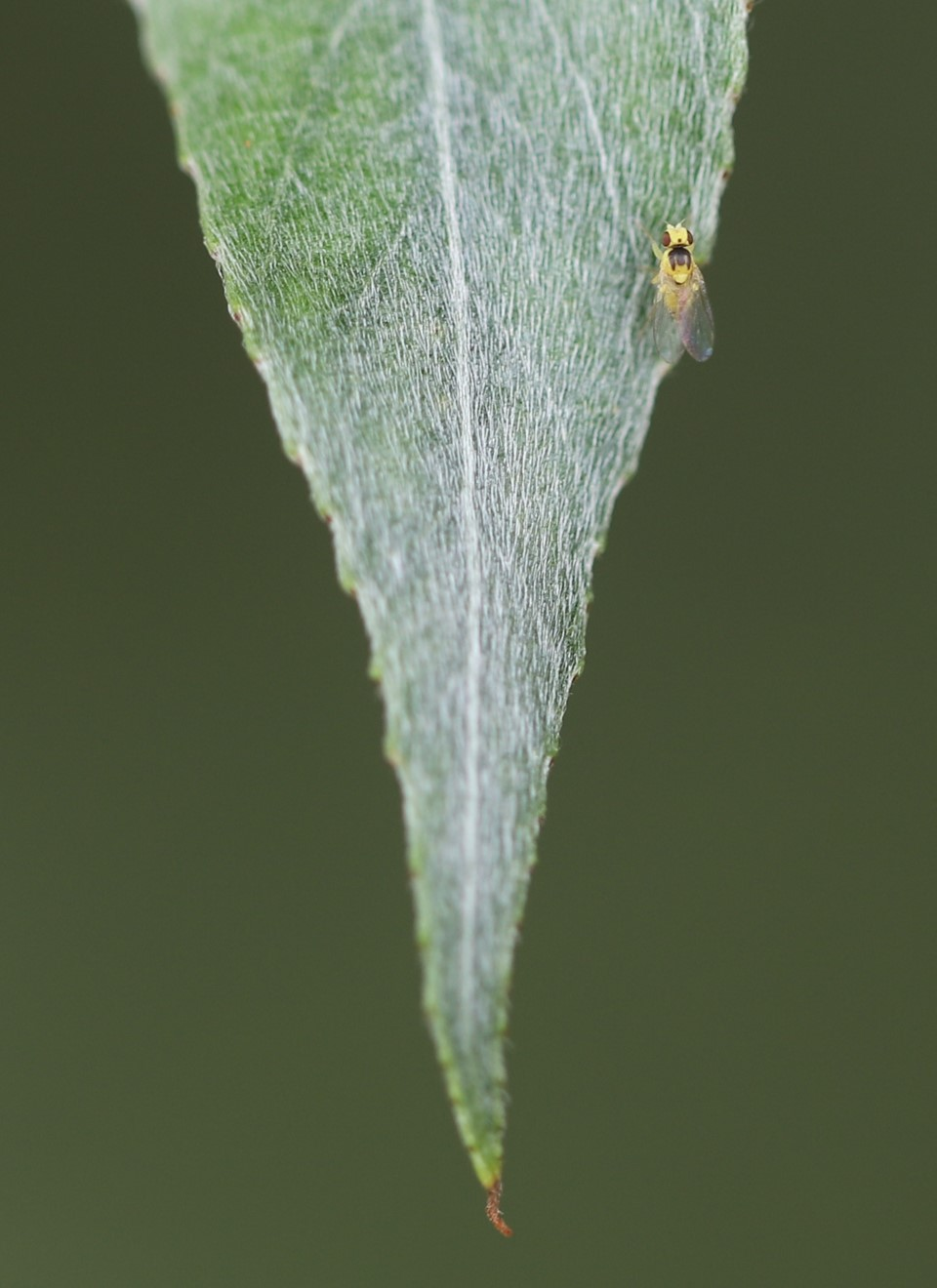
Fliege an Silberweidenblatt
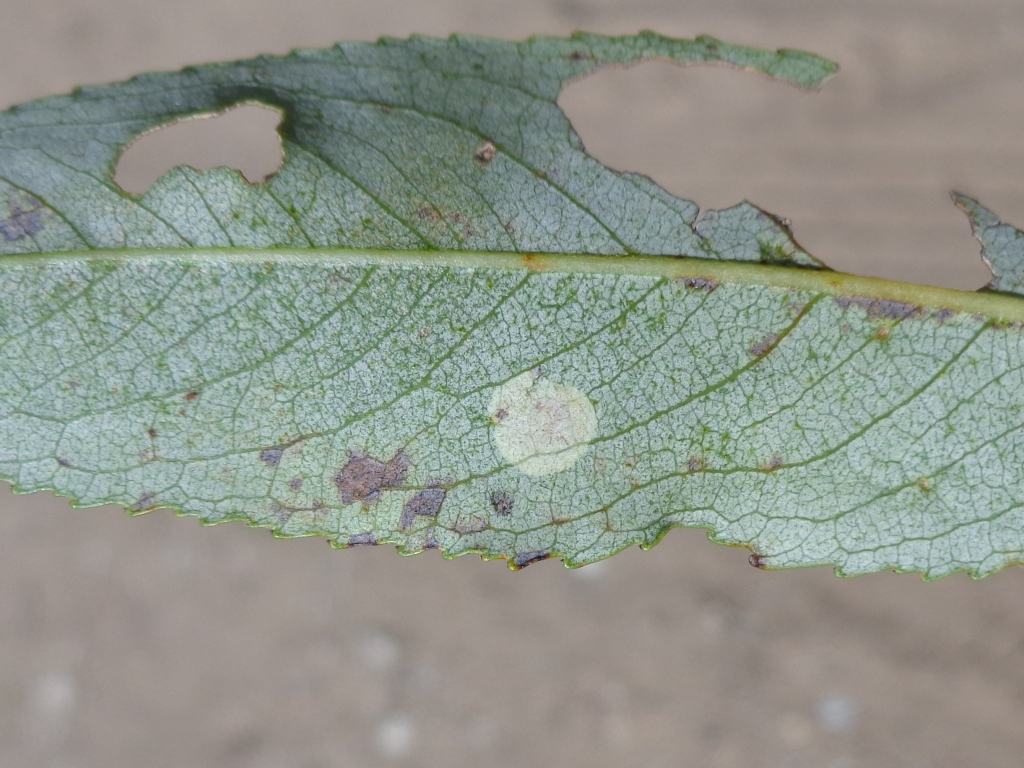
Mine, möglicherweise von Aulagromyza tridentata